# Rolf Johannesson
Rolf Johannesson (ur. 22 lipca 1900, zm. 6 grudnia 1989) – niemiecki wojskowy, kontradmirał Kriegsmarine i Bundesmarine. Do Bundesmarine dołączył w 1957, na emeryturę odszedł 4 lata później.

## Odznaczenia
- Krzyż Wielki Orderu Zasługi Republiki Federalnej Niemiec (1961)
- Krzyż Rycerski Krzyża Żelaznego (grudzień 1942)
- Złoty Krzyż Niemiecki (luty 1942)
- Zerstörerkriegsabzeichen (1940)
- Krzyż Żelazny I klasy (1939)
- Krzyż Żelazny II klasy (1919)